# Mariendal Gruppen
Mariendal Gruppen A/S er en dansk installationsvirksomhed med hovedkvarter i Aalborg og otte afdelinger i Danmark. Selskabet er moderselskab for Mariendal El-Teknik A/S og Mariendal IT A/S. Deres kompetencer er inden for elinstallation, bygningsautomation, automation og IT. 
I 2024 havde Mariendal Gruppen 255 ansatte. Virksomheden blev etableret i 1991 af Henrik Ramlov. Siden 2019 er den ejet af Henrik Ramlov og familie.